# HD 37744
HD 37744，又名BD-02 1337，SAO 132441、HR 1950，是一颗恒星，视星等为6.22，位于銀經207.25，銀緯-17.03，其B1900.0坐标为赤經5h 35m 36.5s，赤緯-2° -17.03′ 42″。